# Katarzyna Łaniewska
Katarzyna Łaniewska est une actrice de théâtre, de cinéma et de télévision polonaise, née le 20 juin 1933 à Łódź et morte le 7 décembre 2020 dans la même ville.

## Biographie

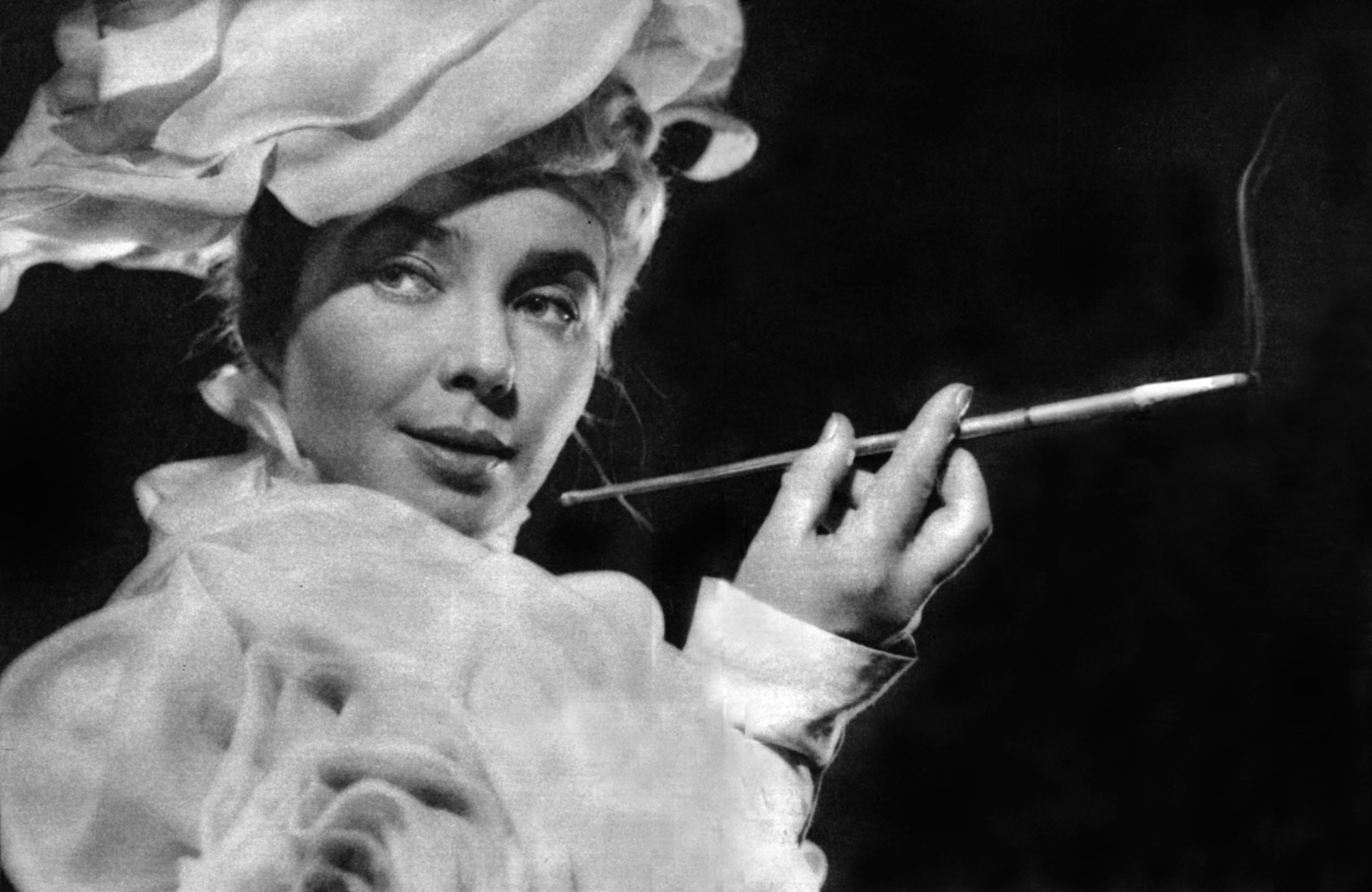
Katarzyna Łaniewska en 1968.

## Filmographie

### au cinéma
- 1982 : L'Interrogatoire
- 1990 : Korczak
- 1992 : L'Anneau de crin
- 2016 : Smolensk - Anna Walentynowicz

### à la télévision
- 1995 : Le retour d'Arsène Lupin
- 1997-2001 : Klan
- 1997 : Les Maîtres des sortilèges : Les Terres du seigneur Dragon - Elin

## Théâtre
- Théâtre Polski de Varsovie, de 1955 à 1959 et de 1983 à 1995
- Teatr Dramatyczny de Varsovie, de 1959 à 1962 et de 1966 à 1977
- Théâtre national de Varsovie, de 1962 à 1966
- Teatr Ateneum, de 1977 à 1983

## Distinctions
- Croix d'or du Mérite polonais (1966)
- Médaille d'or du Mérite culturel polonais Gloria Artis (2006)
- Commandeur de l'ordre Polonia Restituta (2007)